# Мале Кібеєво
Мале Кібе́єво (рос. Малое Кибеево, марій. Изи Юлъял) — присілок у складі Кілемарського району Марій Ел, Росія. Входить до складу Великокібеєвського сільського поселення.

## Населення
Населення — 40 осіб (2010; 40 у 2002).
Національний склад (станом на 2002 рік):
- марі — 70 %
- росіяни — 30 %